# Варшавска архиепархия
Варшавската архиепархия (на полски: Archidiecezja warszawska; на латински: Archidioecesis Varsaviensis) е една от 14-те архиепархии на католическата църква в Полша, западен обред. Част е от Варшавската митрополия.
Варшавската епархия е създадена на 16 октомври 1798 година от папа Пий VI и е поставена под пряко подчинение на Светия престол. На 30 юни 1818 година папа Пий VII я издига в ранг на архиепархия и център на новосъздадената Варшавска митрополия. В периода 1946 – 1992 година е в персонална уния с Гнезненската архиепархия. Настоящата и територия е установена на 25 март 1992 година с булата „Totus Tuus Poloniae Populus“ на папа Йоан-Павел II. Заема площ от 3 350 км2 и има 1 425 000 верни. Седалище на архиепископа е град Варшава.

## Деканати
В състава на архиепархията влизат двадесет и пет деканата.
| - Белянски деканат (Варшава) - Блонски деканат - Бървиновски деканат - Варецки деканат - Виляновски деканат (Варшава) - Волски деканат (Варшава) - Гроджиски деканат - Груецки деканат - Жолиборски деканат (Варшава) | - Йельонковски деканат (Варшава) - Кампиноски деканат - Констанчински деканат - Лясецки деканат - Могелницки деканат - Мокотовски деканат (Варшава) - Охоцки деканат (Варшава) - Пясечински деканат - Прушковски деканат | - Рашински деканат - Старомейски деканат (Варшава) - Тарчински деканат - Урсиновски деканат (Варшава) - Урсуски деканат (Варшава) - Черски деканат - Шрудмейски деканат (Варшава) |